# Пустомыты (Ровненская область)
Пустомыты (укр. Пустомити) — село, входит в Гощанскую поселковую общину Ровненского района Ровненской области Украины.
Население по переписи 2001 года составляло 429 человек. Почтовый индекс — 25243. Телефонный код — 3650. Код КОАТУУ — 5621285405.